# Egeln
Egeln ist eine Stadt in Sachsen-Anhalt (Deutschland). Sie gehört der Verbandsgemeinde Egelner Mulde an.

## Geographie
Das kleine Bördestädtchen Egeln mit etwa 3.500 Einwohnern liegt am Knotenpunkt der Bundesstraßen 81 und 180, inmitten des Städtedreiecks Aschersleben, Halberstadt und Magdeburg. Es liegt etwa 20 Kilometer südwestlich von Magdeburg auf halbem Weg nach Halberstadt im Salzlandkreis in der Egelner Mulde an der Bode.
Zur Stadt Egeln gehört der nördlich der Kernstadt gelegene Ortsteil Egeln-Nord, das ehemalige Bleckendorf.

## Geschichte

Karte von Egeln (um 1750)

Die fruchtbare Bodeniederung um Egeln war schon in der Altsteinzeit von Menschen besiedelt. Auch eine bronzezeitliche Kreisgrabenanlage deutet auf vorgeschichtliche Besiedlung des Gebietes hin. Begründet wurde Egeln womöglich durch den germanischen Stamm der Angeln. Zumindest geht der Name „Egeln“ etymologisch auf das Volk der Angeln zurück. Der Ort wurde erstmals im Jahre 941 als „Osteregulon“ mit einem neuen Kastell durch König Otto I. beurkundet. Dieses Kastell diente dem Schutz der Furt durch den Bodefluss, vor dem die Heerstraßen aus Erfurt, Quedlinburg und Goslar zusammentrafen und, zu einer Straße vereinigt, nach Magdeburg weiterführte.
Im 10./11. Jahrhundert legten die Askanier eine planmäßige Neustadt nordwestlich der Bode mit Markt und Kirche im Schutz einer neuen Burg an. Diese eroberten im Jahre 1250 die Edlen von Hadmersleben. Sie ließen den Ort mit einer starken Mauer befestigen und verliehen ihm Markt-, Zoll- und Stadtrecht. Auf dem Gelände der alten Siedlung Osteregulon gründete der Edelherr Otto von Hadmersleben auf Bitten seiner Frau, Jutta von Blankenburg, 1259 das Kloster Marienstuhl, das bis 1809 als Zisterzienserinnenabtei Bestand hatte.
Das erste Siegel der Stadt gibt es an einer Urkunde aus dem Jahre 1317. Das Stadtwappen von Egeln mit dem Löwen im Schilde über Mauer und geöffnetem Tor wird 1365 festgeschrieben, als sich die Stadt aufs Neue verbriefen ließ, dass man auf dem Markte Geschäfte betreiben könne. Dieser Markt hatte überregionale Bedeutung und wurde erst nach einer strengen Prüfung durch Marktmeister und Ratsleute eröffnet. Neben den üblichen Handelswaren wurden hier insbesondere Hamsterfelle (im Jahr 1815 150.000 Stück) gehandelt. 84 brauberechtigte Vollbürger hatten das Recht, das berühmte Egelei Bier zu brauen, das ebenfalls einen guten Absatz fand. Seit 1680 war Egeln als sogenannte Immediatstadt direkt dem brandenburg-preußischen Herzogtum Magdeburg unterstellt und lag bis 1807 im Holzkreis. Ab 1. Juli 1816 wurde die Stadt dem Kreis Wanzleben im Regierungsbezirk Magdeburg der Provinz Sachsen zugeordnet.
Bis Mitte des 19. Jahrhunderts führte jeglicher Fernverkehr auf den Post- und Heerstraßen direkt durch Egeln und brachte Handel und Handwerk zu reicher Blüte. Mit zunehmender Entwicklung des technisierten Verkehrs erwiesen sich die engen Straßen des kleinen Städtchens jedoch als Verkehrshindernis und der gesamte Fernverkehr wurde an Egeln vorbeigeleitet. Dennoch behielt die Stadt zentrale Funktionen für das nähere Umfeld. So gibt es in Egeln alle Schulformen, ein Ärztehaus, Apotheke, Kinderbetreuung, zwei Banken, ein Bürgerbüro des Landkreises, ein modernes Sportzentrum mit Freibad, Fußballstadion, Beachvolleyballplatz und eine Zweifeldersporthalle sowie drei Supermärkte. Mit Veranstaltungsangeboten insbesondere auf der Wasserburg Egeln und auf dem Marktplatz hat sich die Stadt auch als kulturelles Zentrum etabliert.
Am 1. Juli 1950 wurde die bis dahin eigenständige Gemeinde Bleckendorf eingegliedert. Dort wurde er zum Stadtteil Egeln-Nord. Der VEB Industrieofenbau Egeln produzierte auch Elektro-Haushaltsherde für das Neubauprogramm der DDR, so belegt für die Plattenbausiedlungen in Karl-Marx-Stadt (heute Chemnitz).

## Politik

### Stadtrat
Der Stadtrat besteht in der 2019 begonnenen Legislaturperiode aus 16 (2014: 17) Ratsmitgliedern. Sie verteilen sich seit der Kommunalwahl am 26. Mai 2019 folgendermaßen auf die einzelnen Parteien und Listen:
| Partei / Liste                              | Sitze |
| Unabhängige Wählergemeinschaft Egeln (UWGE) | 7     |
| CDU                                         | 4     |
| SPD                                         | 3     |
| GRÜNE                                       | 2     |

### Bürgermeister
Der Bürgermeister Reinhard Luckner (UWGE) wurde am 26. Mai 2019 für sieben Jahre mit 52,1 % der gültigen Stimmen wiedergewählt.

### Wappen
Blasonierung: „In Silber eine rote Burg mit gezinnter Mauer und zwei spitzbedachten golden beknauften Türmen, geöffnetem goldenen Tor mit hochgezogenem Fallgatter, zwischen den Türmen schwebend ein Schild, darin in Blau ein aufgerichteter rotbezungter goldener Löwe.“
Die Gemeindefarben sind Rot - Silber (Weiß).

### Städtepartnerschaften
Partnerstädte sind:
- Rüthen in Nordrhein-Westfalen
- Mûrs-Erigné in Frankreich
- Bzenec in Tschechien

## Kultur und Sehenswürdigkeiten

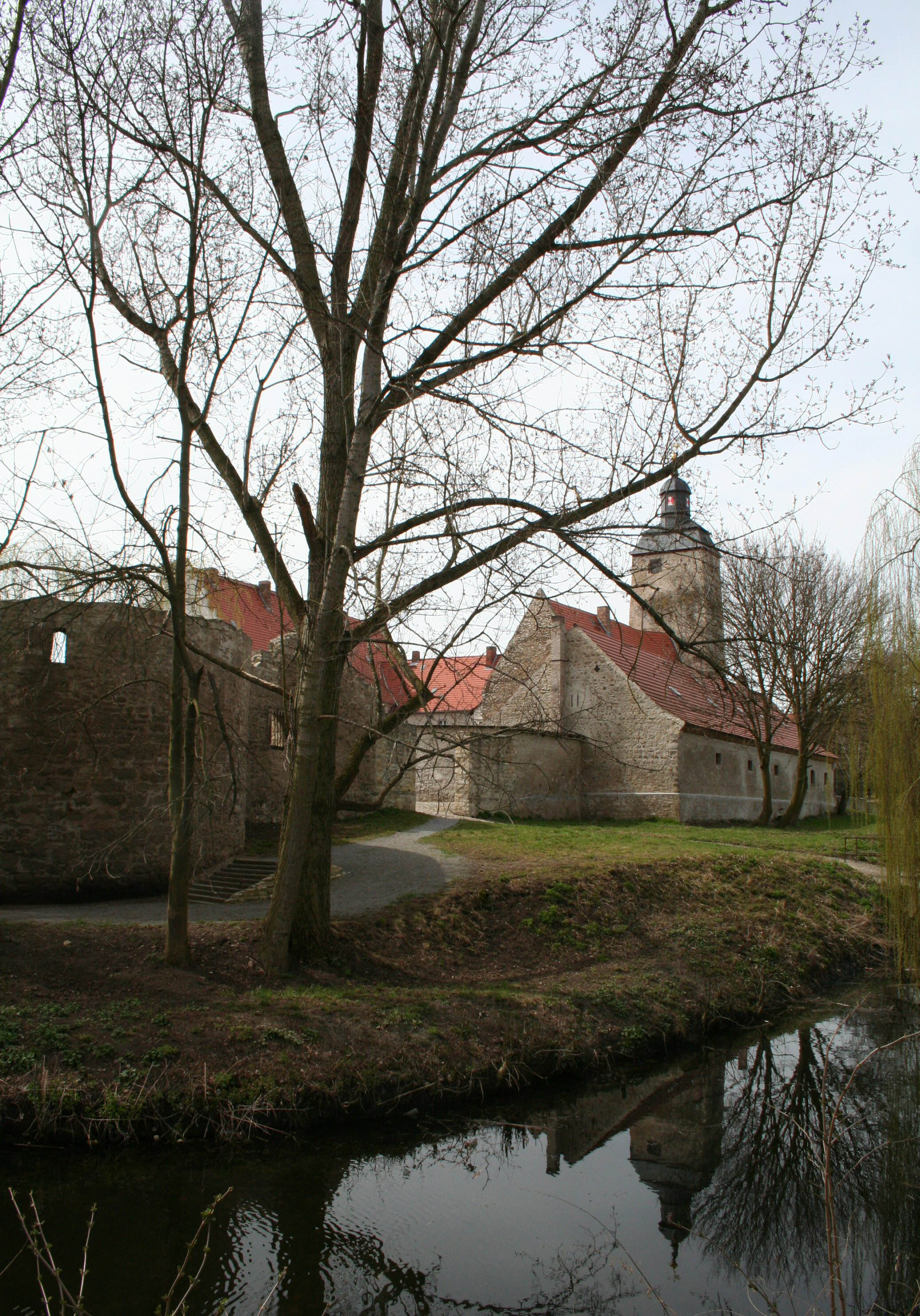
Die Wasserburg in Egeln

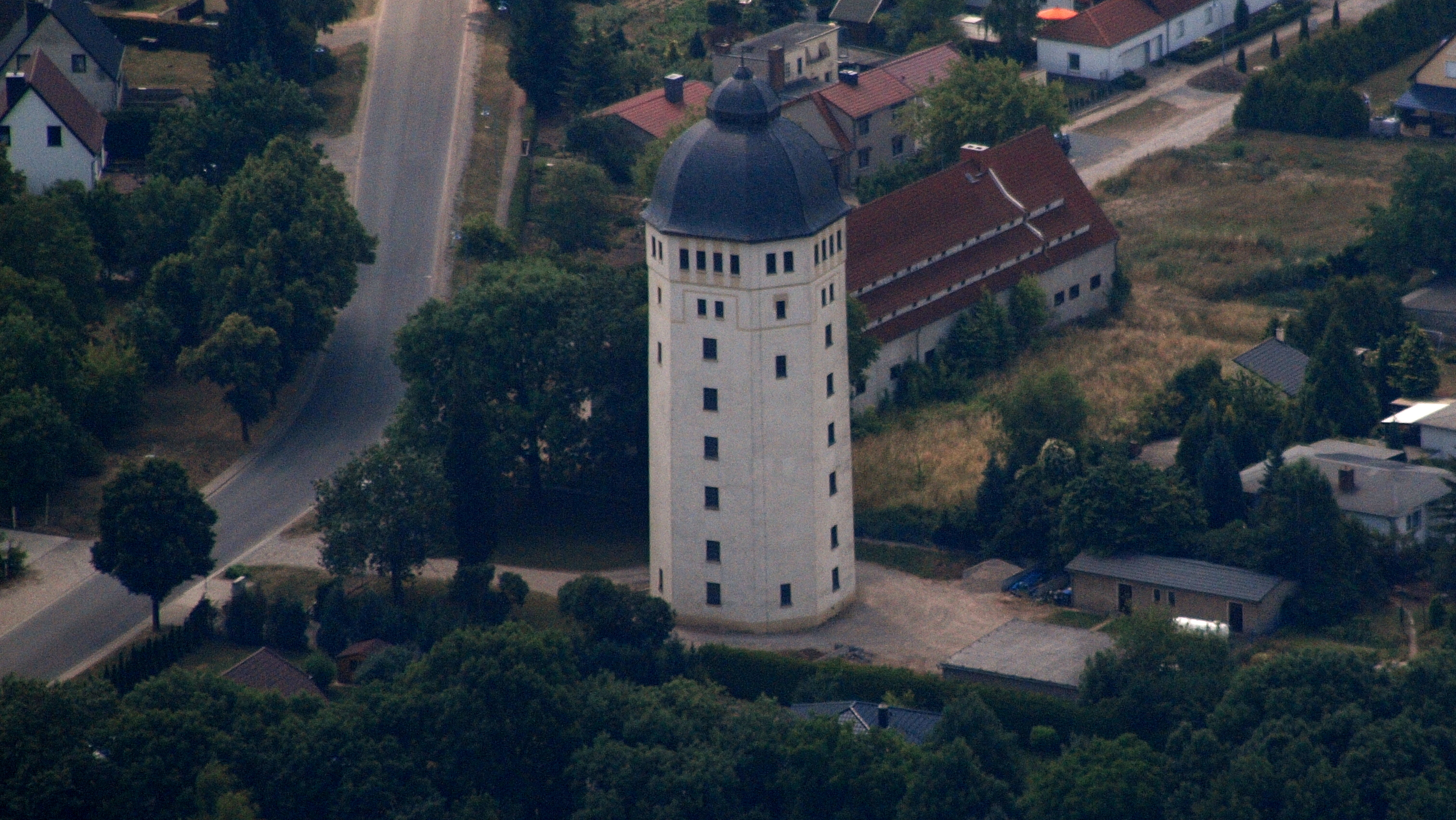
Egeln, Wasserturm, Luftaufnahme (2015)

Neben dem Stadtkern um den Marktplatz findet man das Rathaus von 1897, die Adlerapotheke (um 1700), die 1206 erstmals erwähnte Stadtkirche St. Christophorus mit dem ältesten evangelischen Pfarrhaus Ostdeutschlands (1581) und dahinter die Wasserburg aus dem 13. Jahrhundert mit wesentlichen Umbauten zum Renaissanceschloss im 16. Jahrhundert. In der Burg gibt es ein Museum für Vor- und Früh- sowie Stadtgeschichte, eine Malschule und eine Freilichtbühne. Im Foyer des Museums besteht die Möglichkeit, sich standesamtlich trauen zu lassen.
In Egeln findet alle zwei Jahre das Internationale Chorfestival „Sine musica nulla vita“ statt, das 2001 auf Initiative des Egelner Kammerchores Young Voices und dessen Chorleiter Ralf Schubert aus der Taufe gehoben wurde. Seit Bestehen nahmen fast 20 Chöre aus sechs Ländern daran teil.
Seit 1997 wird im zweijährigen Abstand durch die Egelner Jugendtheatergruppe Young Actors unter der Leitung von Ingo Böhlert ein Bühnenspektakel in der Egelner Wasserburg veranstaltet.
Im südlichen Teil der Stadt Egeln befindet sich das Kloster Marienstuhl mit einer der schönsten Barockkirchen Sachsen-Anhalts.
Im Windpark Egeln-Nord steht der Prototyp der Windkraftanlage des Typs Enercon E-112 mit einer Leistung von 4,5 MW. Diese war damit zum Zeitpunkt der Errichtung die größte Windkraftanlage der Welt.

## Bildung

### Gymnasium
Das Gymnasium wurde 1925 als Oberrealschule gegründet. Aufgrund des großen Einzugskreises, gehörte lange Jahre auch ein Schüler-Wohnheim zum Gymnasium. Als Anfang der 90er Jahre viele neue Gymnasien entstanden, verringerte sich der Einzugskreis. Dadurch wurde das Wohnheim überflüssig. Aufgrund immer kleiner werdender Schülerzahlen, wurde das Gymnasium 2015 geschlossen. Selbst starke Proteste der Bevölkerung konnten das nicht verhindern.

## Vereine

### Modellfluggruppe Stadt Egeln
Der Verein wurde 1990 aus der Arbeitsgemeinschaft Modellflug hervor. Der Modellflugsport hat in Egeln aber bereits seit 1955 Tradition. Egeln ist bei Freifliegern weltweit bekannt. Zwischen 1990 und 2010 organisierte der Verein 12 Weltcups und 2 deutsche Jugendmeisterschaften. Mitglieder des Vereins waren sowohl DDR-Meister als auch deutsche Jugendmeister. Auch der Ikarus-Pokal stand ein Jahr (2002) in Egeln. Seit den 1980er Jahren hatte Ernst Herzog die Leitung des Vereins (bzw. der Arbeitsgemeinschaft). Ende 2015 wurde die Auflösung des Vereins beschlossen.

## Persönlichkeiten

### Söhne und Töchter der Stadt
- Anton Ludwig von Wagner (1725–1805), geboren in Bleckendorf, Kammerpräsident in Königsberg und Gumbinnen
- Friedrich Lücke (1791–1855), evangelischer Theologe, Universitätsprofessor und Abt des Klosters Bursfelde bei Hann. Münden
- Rudolf von Cramer (1818–1902), im Kloster Marinestuhl geborener preußischer Generalmajor
- Ernst Pittschau sen. (1859–1916), geboren in Egeln, Hofschauspieler am Hoftheater (heute Burgtheater) in Wien, in 2. Ehe verheiratet mit der Wiener Schauspielerin Hilda Hofer aka Schützenhofer (1873–1961). Der 1. Ehe entstammten 5 Kinder, von denen Ernst jun. (1883–1951) und Walther (1889–1946) ebenfalls Schauspieler sowie aus 2. Ehe Werner (1902–1928) und Hermann (1909–1945), die Filmschauspieler waren. Ernst Pittschau verstarb in Wien.
- Minna Faßhauer (1875–1949), geboren in Bleckendorf, Politikerin, erste Frau, die in Deutschland ein Ministeramt bekleidete
- Willy Habl (1888–1964), Maler und Graphiker
- Werner Johannes (1906–1989), Verwaltungsbeamter, Jurist und Landrat
- Hans Kortum (1923–1997), Romanist
- Herbert Graf (1930–2019), Staatswissenschaftler an der Akademie für Staats- und Rechtswissenschaft der DDR und Autor
- Joachim Sendler (1934–2005), Bildhauer
- Herwig Paretzke (* 1944), Physiker
- Ruth Fuchs (1946–2023), Olympiasiegerin im Speerwurf 1972 und 1976, Abgeordnete in der Volkskammer, im Bundestag und im Thüringer Landtag

### Personen mit Bezug zur Stadt
- Adalbert Cherek (* 1940), Autor und Schriftsteller[6]
- Peter Reisch (1943–1962), Opfer an der innerdeutschen Grenze
- Klaus-Rüdiger Mai (* 1963), Dramaturg, Regisseur und Schriftsteller
- Frank Hengstmann (1956–2024), Kabarettist, Autor und Regisseur, Ehrenbürger seiner Heimatstadt Magdeburg und seiner zweiten Heimatstadt Egeln

## Verkehr
Egeln liegt an der Bahnstrecke Staßfurt–Blumenberg, auf welcher seit 2002 kein Personenverkehr mehr stattfindet.